# Manuela Zanchi
Pour les articles homonymes, voir Zanchi.
Manuela Zanchi, née le 17 octobre 1977 à Milan, est une joueuse de water-polo italienne.

## Carrière
Aux Jeux olympiques de 2004 à Athènes, elle remporte la médaille d'or avec l'équipe d'Italie de water-polo féminin.